# Medaliści mistrzostw Polski seniorów w chodzie na 2000 metrów
Medaliści mistrzostw Polski seniorów w chodzie na 2000 metrów – zdobywcy medali seniorskich mistrzostw Polski w konkurencji chodu na 2000 metrów.
Chód na 2000 metrów mężczyzn znalazł się w programie mistrzostw Polski seniorów dwukrotnie: podczas mistrzostw w 1924 i 1925 roku.
Rekord mistrzostw Polski seniorów w chodzie na 2000 metrów wynosi 10:07,0 i został ustanowiony 14 sierpnia podczas mistrzostw Polski 1925 w Krakowie przez Tadeusza Ptaszyckiego.

## Medaliści
| Mistrzostwa   | 1. miejsce                             | Rezultat | 2. miejsce                           | Rezultat | 3. miejsce                    | Rezultat |
| Warszawa 1924 | Zygmunt Zajączkowski Orkan Warszawa    | 10:07,2  | Zygmunt Suchcicki AZS Warszawa       | 10:32,0  | Jan Ciepłowski Orkan Warszawa |          |
| Kraków 1925   | Tadeusz Ptaszycki Orzeł Biały Warszawa | 10:07,0  | Władysław Banaszkiewicz AZS Warszawa | o 20 m   | Zygmunt Szembek Cracovia      |          |

## Klasyfikacja medalowa
W historii mistrzostw Polski seniorów na podium w tej konkurencji stanęło w sumie 6 lekkoatletów. 
| Lp. | Zawodnik                | Złoto | Srebro | Brąz | Razem |
| 1.  | Tadeusz Ptaszycki       | 1     | 0      | 0    | 1     |
| 1.  | Zygmunt Zajączkowski    | 1     | 0      | 0    | 1     |
| 3.  | Władysław Banaszkiewicz | 0     | 1      | 0    | 1     |
| 3.  | Zygmunt Suchcicki       | 0     | 1      | 0    | 1     |
| 5.  | Jan Ciepłowski          | 0     | 0      | 1    | 1     |
| 5.  | Zygmunt Szembek         | 0     | 0      | 1    | 1     |